# 黃儁 (洪武進士)
黃儁，福建興化府莆田縣人，明朝政治人物、進士出身。

## 生平
洪武十八年，登乙丑科殿試二甲第十八名，授樂會縣縣丞，之後被貶戍邊，后因舉薦，擔任興化府訓導。 